# Organización territorial de Canadá

Mapa geopolítico de Canadá

Canadá es una federación norteamericana integrada por diez provincias y tres territorios que conforman el segundo país más grande del mundo. La diferencia principal entre una provincia y un territorio canadiense es que la provincia recibe los poderes de gobierno directamente de la Corona, por medio del Acta de la Constitución de 1867, lo cual le otorga más competencias y derechos que un territorio, cuyos poderes están delegados por el gobierno federal.
La principal diferencia entre una provincia canadiense y un territorio es que las provincias reciben su poder y autoridad de la Constitution Act, 1817 (anteriormente llamada The British North America Act, 1867), mientras que los gobiernos territoriales son creaciones de estatuto con poderes delegados a ellos por el Parlamento de Canadá. Los poderes que se derivan de la Constitution Act, 1867 se dividen entre el Gobierno de Canadá (el gobierno federal) y los gobiernos provinciales para ejercer cada uno exclusivamente. Un cambio en la división de poderes entre el gobierno federal y las provincias requiere una enmienda constitucional, mientras que un cambio similar que afecte a los territorios puede ser realizado unilateralmente por el Parlamento de Canadá o el gobierno. En la teoría constitucional canadiense moderna, las provincias se consideran cosoberanas dentro de ciertas áreas basadas en las divisiones de responsabilidad entre el gobierno provincial y el federal dentro de la Constitution Act, 1867, y cada provincia por lo tanto tiene su propio representante de la Corona canadiense, el vicegobernador. Los territorios no son soberanos, sino que sus autoridades y responsabilidades se delegan directamente desde el nivel federal, y como resultado, tienen un comisionado que representa al gobierno federal.

## Historia
Ontario, Quebec, Nuevo Brunswick y Nueva Escocia son las provincias originales, formadas cuando las colonias británicas norteamericanas se federaron el 1 de julio de 1867 en el Dominio de Canadá y por etapas comenzaron a acumularse los indicios de soberanía del Reino Unido. Durante los seis años siguientes Manitoba, Columbia Británica y la Isla del Príncipe Eduardo fueron añadidas como provincias.
La Compañía de la Bahía de Hudson mantenía el control de grandes porciones de territorio del oeste de Canadá hasta 1870, fecha en que entregaría estas tierras al gobierno de Canadá y que conformarían los Territorios del Noroeste. El 1 de septiembre de 1905, una porción de los Territorios del Noroeste que se encontraba al sur del paralelo 60 se convirtió en las provincias de Alberta y Saskatchewan. En 1912, las fronteras del Quebec, Ontario y Manitoba se extendieron hacia el norte: Manitoba se extendió hasta el paralelo 60; Ontario hacia la bahía de Hudson y Quebec se anexó el distrito de Ungava.
En 1869 Terranova y Labrador decidió en un referendo permanecer como territorio británico y no como parte del Dominio de Canadá ya que temían que las políticas de Canadá central dominasen las políticas de Terranova en cuanto a impuestos y otros asuntos económicos. En 1907, Terranova y Labrador adquirieron el estatuto de Dominio. No obstante, en 1933, el gobierno de Terranova cayó y durante la Segunda Guerra Mundial, Canadá tomó la responsabilidad de defender Terranova. Después de la guerra, se cuestionó el estatuto de Terranova, y por una estrecha mayoría, los ciudadanos de Terranova y Labrador votaron para unirse a la Confederación Canadiense en 1948, en un referendo. El 31 de marzo de 1949, se convirtió en la décima y última provincia en unirse a la confederación.

## Gobierno

Evolución de las fronteras y los nombres de las provincias y territorios de Canadá.

Las provincias disfrutan de gran autonomía en relación con el poder federal, y tienen la jurisdicción sobre la mayoría de los servicios públicos de sanidad, educación, bienestar y de los transportes intraprovinciales. Reciben "pagos de transferencia" del gobierno federal para financiar estos servicios, y también tienen la capacidad de cobrar sus propios impuestos. El gobierno federal, con poderes superiores en cuanto al cobro de impuestos, acondiciona estos pagos de transferencia e influye a las provincias; por ejemplo, como condición para recibir fondos para financiar los servicios de sanidad, las provincias se tienen que comprometer a ofrecer acceso universal.
Cada provincia tiene un sistema diferente de gobierno local que puede incluir nivel superior o jurisdicciones rurales, tales como condados, distritos municipales, municipios regionales, distritos regionales o municipios regionales de condados. Estas divisiones se dividen luego en jurisdicciones de nivel inferior o urbanas, como ciudades, pueblos, aldeas, municipios y parroquias. Las ciudades de Quebec se subdividen en distritos (similar a los municipios), mientras que fuera de las ciudades de Quebec se hallan distritos.
Los órganos legislativos de las provincias son unicamerales. Anteriormente, algunas provincias tenían una segunda cámara, conocida como consejo legislativo, pero fueron abolidas; la última en serlo sería la de Quebec en 1968. En la mayoría de las provincias, el órgano legislativo se llama Asamblea Legislativa, salvo en las provincias de Nueva Escocia y Terranova y Labrador donde se llama Casa de Asamblea, y en Quebec, en donde se conoce como Asamblea Nacional. Ontario tiene una Asamblea Legislativa pero sus miembros se denominan miembros del Parlamento Provincial. Las Asambleas Legislativas usan un procedimiento similar al de la Cámara de los Comunes canadiense. El jefe de Gobierno de cada provincia es el premier, generalmente el líder del partido con mayoría parlamentaria. Este es también el caso en Yukón, pero los Territorios del Noroeste y Nunavut no tienen partidos políticos a nivel territorial. El representante de la reina en cada provincia es el vicegobernador o virrey provincial. En cada uno de los territorios hay un comisionado análogo, pero él o ella representan al gobierno federal y no al monarca. Estas diferencias terminológicas se resumen a continuación.

### Terminología federal, provincial y territorial comparada
| Canadá               | Gobernador general  | Primer ministro              | Parlamento            | Parlamentario                      | Parlamentario |
| Canadá               | Gobernador general  | Primer ministro              | Cámara de los Comunes | Miembro del Parlamento             |               |
| -------------------- | ------------------- | ---------------------------- | --------------------- | ---------------------------------- | ------------- |
| Ontario              | Teniente Gobernador | Premier                      | Asamblea Legislativa  | Miembro del Parlamento Provincial  |               |
| Quebec               | Teniente Gobernador | Premier                      | Asamblea Nacional     | Miembro de la Asamblea Nacional    |               |
| Terranova y Labrador | Teniente Gobernador | Premier                      | Casa de Asamblea      | Miembro de la Casa de Asamblea     |               |
| Nueva Escocia        | Teniente Gobernador | Premier                      | Casa de Asamblea      | Miembro de la Asamblea Legislativa |               |
| Otras provincias     | Teniente Gobernador | Premier                      | Asamblea Legislativa  | Miembro de la Asamblea Legislativa |               |
| Territorios          | Comisionado         | Líder del Gobierno (Premier) | Asamblea Legislativa  | Miembro de la Asamblea Legislativa |               |

(*)Quebec, Nueva Escocia, Nuevo Brunswick, Manitoba, Terranova y la Isla del Príncipe Eduardo históricamente tenían un Consejo Legislativo, análogo al Senado federal.

## Provincias y territorios
| Provincia                                         | Código ISO | Capital               | Entrada a la Confederación         | Población (2023) | Superficie (km²) | Superficie (km²) | Superficie (km²) | Densidad (hab./km²) |
| Provincia                                         | Código ISO | Capital               | Entrada a la Confederación         | Población (2023) | Tierra           | Agua             | Total            | Densidad (hab./km²) |
| ------------------------------------------------- | ---------- | --------------------- | ---------------------------------- | ---------------- | ---------------- | ---------------- | ---------------- | ------------------- |
| Ontario (Ontario)                                 | ON         | Toronto               | 1 de julio de 1867 (158 años)      | 15 386 407       | 917 741          | 158 654          | 1 076 395        | 14,29               |
| Quebec (Québec)                                   | QC         | Quebec                | 1 de julio de 1867 (158 años)      | 8 787 554        | 1 356 128        | 185 928          | 1 542 056        | 5,70                |
| Nueva Escocia (Nova Scotia)                       | NS         | Halifax               | 1 de julio de 1867 (158 años)      | 1 037 782        | 53 338           | 1946             | 55 284           | 18,77               |
| Nuevo Brunswick (New Brunswick/Nouveau-Brunswick) | NB         | Fredericton           | 1 de julio de 1867 (158 años)      | 825 474          | 71 450           | 1458             | 72 908           | 11,32               |
| Manitoba (Manitoba)                               | MB         | Winnipeg              | 15 de julio de 1870 (155 años)     | 1 431 792        | 553 556          | 94 241           | 647 797          | 2,21                |
| Columbia Británica (British Columbia)             | BC         | Victoria              | 20 de julio de 1871 (154 años)     | 5 399 118        | 925 186          | 19 549           | 944 735          | 5,65                |
| Isla del Príncipe Eduardo (Prince Edward Island)  | PE         | Charlottetown         | 1 de julio de 1873 (152 años)      | 173 954          | 5660             | —                | 5660             | 30,73               |
| Saskatchewan (Saskatchewan)                       | SK         | Regina                | 1 de septiembre de 1905 (119 años) | 1 214 618        | 591 670          | 59 366           | 651 036          | 1,87                |
| Alberta (Alberta)                                 | AB         | Edmonton              | 1 de septiembre de 1905 (119 años) | 4 647 178        | 642 317          | 19 531           | 661 848          | 7,02                |
| Terranova y Labrador (Newfoundland and Labrador)  | NL         | San Juan de Terranova | 31 de marzo de 1949 (76 años)      | 531 948          | 373 872          | 31 340           | 405 212          | 1,31                |

| Territorio                                       | Código ISO | Capital     | Fecha de creación              | Población (2023) | Superficie (km²) | Superficie (km²) | Superficie (km²) | Densidad (hab./km²) |
| Territorio                                       | Código ISO | Capital     | Fecha de creación              | Población (2023) | Tierra           | Agua             | Total            | Densidad (hab./km²) |
| ------------------------------------------------ | ---------- | ----------- | ------------------------------ | ---------------- | ---------------- | ---------------- | ---------------- | ------------------- |
| Territorios del Noroeste (Northwest Territories) | NT         | Yellowknife | 15 de julio de 1870 (155 años) | 45 493           | 1 183 085        | 163 021          | 1 346 106        | 0,03                |
| Yukón (Yukon)                                    | YT         | Whitehorse  | 13 de junio de 1898 (127 años) | 44 238           | 474 391          | 8052             | 482 443          | 0,09                |
| Nunavut (Nunavut)                                | NU         | Iqaluit     | 1 de abril de 1999 (26 años)   | 40 692           | 1 936 113        | 157 077          | 2 093 190        | 0,01                |

Notas:
1. Justo antes de la formación de la Confederación, Ontario y Quebec formaban la Provincia de Canadá.
2. Nueva Escocia, Nuevo Brunswick, la Columbia Británica y la Isla del Príncipe Eduardo eran colonias separadas cuando se unieron a la Confederación. Antes de su entrada, Terranova era un Dominio de la Mancomunidad Británica.
3. Manitoba se conformó al mismo tiempo que los Territorios del Noroeste.
4. Saskatchewan y Alberta fueron creadas a partir de los Territorios del Noroeste.

En la actualidad, los territorios de Canadá son tres. A diferencia de las provincias, los territorios de Canadá no tienen ninguna jurisdicción inherente y sólo disfrutan de los poderes que les son delegados por el gobierno federal. Los territorios abarcan la porción de Canadá al norte de la latitud 60° N y al oeste de la bahía de Hudson, así como casi todas las islas al norte de Canadá continental (desde la bahía de James hacia las Islas Árticas). La siguiente tabla presenta los territorios en orden de precedencia.
Notas: Canadá no adquirió nuevo territorio para crear el Yukón, Alberta, Saskatchewan o Nunavut. Estos se formaron a partir de los Territorios del Noroeste.

## Evolución de las provincias y territorios
Columbia Británica, Nuevo Brunswick, Terranova y Labrador, Nueva Escocia y la Isla del Príncipe Eduardo eran colonias separadas antes de unirse a Canadá, y Ontario y Quebec se unieron antes de formalizar la Confederación como la Provincia Unida de Canadá.
Manitoba y los Territorios del Noroeste se crearon en 1870 a través de la Tierra de Rupert y el Territorio Noroeste. Entonces, la región del Territorio del Noroeste abarcaba todo el norte y el oeste de Canadá, incluyendo dos terceras partes de Ontario y Quebec, salvo las Islas Árticas, la Columbia Británica y una pequeña porción del sur de Manitoba.
En 1882 se formaron los distritos provisionales en los Territorios del Noroeste.
En 1895 se hicieron cambios en los distritos de los Territorios del Noroeste.
En 1903 la disputa por la frontera de Alaska fijó el límite noroeste de Columbia Británica. Esta fue una de las dos únicas provincias en la historia canadiense en reducir su tamaño. La segunda ocurrió en 1927, cuando una disputa divisoria entre la provincia de Quebec y el Dominio de Terranova resultó en el incremento de Labrador a expensas de Quebec.
En 1905 se formaron las provincias de Alberta y Saskatchewan a partir de los Territorios del Noroeste.
En 1912 las provincias de Quebec, Ontario y Manitoba se crearon de territorio que había formado una vez parte de los Territorios del Noroeste.
En 1999 Nunavut fue creado a partir de la porción este de los Territorios del Noroeste. Yukón está en la parte occidental del norte de Canadá, mientras que Nunavut está en el este.
La población de Nunavut es 85% inuit, mientras que la población de los Territorios del Noroeste es 10% inuit, 40% amerindios (llamados "primeras naciones" o "primeros pueblos") y métis (mestizos) y el 50% no es aborigen. Los tres territorios son la región menos poblada de Canadá, con unas 100.000 personas. A menudo se refiere a ellos como una sola región, "El Norte", a efectos organizativos.
Cada uno de los territorios elige a un miembro del Parlamento. A diferencia de los territorios de los Estados Unidos (como las Islas Vírgenes de los Estados Unidos), los territorios canadienses eligen a un representante con las mismas prerrogativas que los otros de la Cámara de los Comunes. Los residentes de los territorios canadienses son ciudadanos con todos los derechos de los ciudadanos de las provincias. Cada territorio también cuenta con un senador.

## Partidos provinciales
La mayor parte de las provincias tienen homólogos provinciales a los tres partidos federales nacionales. Sin embargo, algunos partidos provinciales no están formalmente ligados a los partidos federales homónimos. Algunas provincias tienen partidos políticos regionales, como el Partido de Saskatchewan. El clima político provincial de Quebec es bastante diferente: la principal ruptura es entre el Parti Québécois, que aboga por la soberanía de Quebec, y el Parti Libéral du Québec, cuya ideología es federalista, esto es, que Quebec siga formando parte de la federación canadiense.